# Эбботт и Костелло встречают Мумию
«Эббот и Костелло встречают мумию» (англ. Abbott and Costello Meet the Mummy) — американский комедийный фильм ужасов 1955 года, снятый Чарльзом Лэмонтом с участием комедийной команды Эбботта и Костелло. Является последним фильмом Эбботта и Костелло, снятым Universal.

## Сюжет
Пит и Фредди ищут пропавший медальон, а когда находят — оказывается, что обладателя медальона ждет неминуемая смерть. Однако и избавиться от опасного антиквариата нелегко, ведь на их пути древняя гробница с мумией в придачу.

## В ролях
- Бад Эббот — Играет себя / Питер Паттерсон
- Лу Костелло — Играет себя / Фредди Франклин
- Мэри Виндзор — мадам Ронтру
- Майкл Ансара — Чарли
- Дэн Сеймур — Джозеф
- Ричард Дикон — Сэму
- Курт Кэтч — доктор Густав Зумер
- Ричард Карлан — Хэтсат
- Мэл Уэллес — Ибен
- Джордж Хори — Хабид
- Эдид Паркер — Хларис, мумия